# Kerli (EP)
Kerli es el EP debut homónimo de la cantante estonia Kerli. Fue publicado el 16 de octubre de 2007, bajo la discográfica Stolen Transmission en asociación con la compañía Island Records.
Después de haber firmado con Island en 2006, Kerli comenzó a producir su álbum debut Love Is Dead y lanzó el EP como un avance del álbum. La música contenida en el disco está influenciada por géneros como el electropop y el nu-metal, mientras que sus letras hablan del individualismo y la rebelión. Incluye una versión de la canción "She's In Parties" del grupo Bauhaus. Las canciones "Walking on Air" y "Love Is Dead" fueron posteriormente incluidas en el álbum Love Is Dead de 2008.

## Lista de canciones
1. "Walking On Air" – 4:29
2. "Love Is Dead" – 4:38
3. "She's in Parties" – 5:21 (versión de Bauhaus)